# 454 до н. е.

## Події
- Перенос скарбниці Афінського морського союзу із Делоса в Афіни.
- Римські консули Авл Атерній Вар Фонцінал та Спурій Тарпей Монтан Капітолін запровадили закон для регулювання та контролю за сплатою пені та штрафів відносно дрібної та великої худоби, в яких і сплачувався штраф[1][2][3][4][5] Також закон обмежував право консулів накладати штрафи за кримінальні злочини.[6].